# 明泉寺 (神戸市)
明泉寺（みょうせんじ）は兵庫県神戸市長田区明泉寺町にある臨済宗の仏教寺院。寺名よりも大日寺、大日さんで知られている。

## 歴史

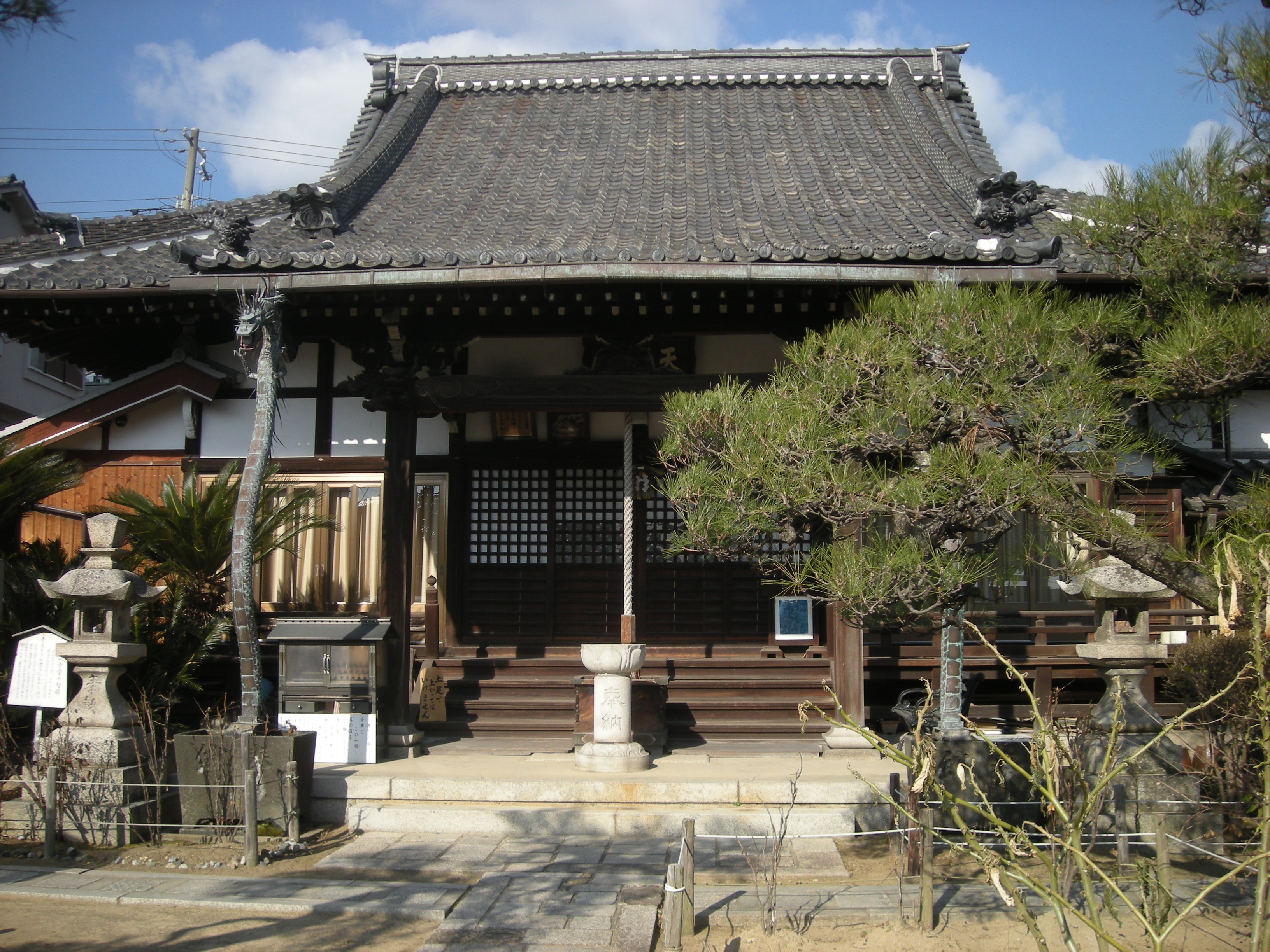
本堂

- 宝永2年（1705年）の寺記によると、僧行基が畿内に49院を建てたうちの一つで、本尊も行基の作と伝えている。もとこの寺は長田村から白川村を経て太山寺へ通じる長坂越東山の字古明泉寺の地にあった。
- 寿永3年（1184年）2月7日の一ノ谷の戦いで、平盛俊が義経の来襲に備えてここに陣を布き、寺は焼失し、盛俊は討死。生田の森を守っていた平知章もこの地で戦死している。
- 観応2年（1351年）、赤松光範が今の地に復興。

この長坂越は、夢野から明泉寺を経て、播州への交通路、鴨越本道の支道であり、建武3年（1336年）の湊川の戦いにも、足利直義の山手軍は鷹取山の北の鹿松峠からここに出て、夢野の除路を突破して楠軍をおそったなど、重要地点であった。
農家では牛の息災を祈って連れて参る風習があった。

## 境内
- 平知章の墓　北方の谷モンナ池の藪中にあった塚を境内に移し、五輪塔として祀っている。

## 福原西国三十三観音霊場本尊
- 札所本尊は、慈乳慈母観世音菩薩。前住職が彫刻したもの。2017年（平成29年）に完成。牛の背中に坐った観音菩薩が赤子を抱いている。胎内には延命十句観音経の写経が納められた。

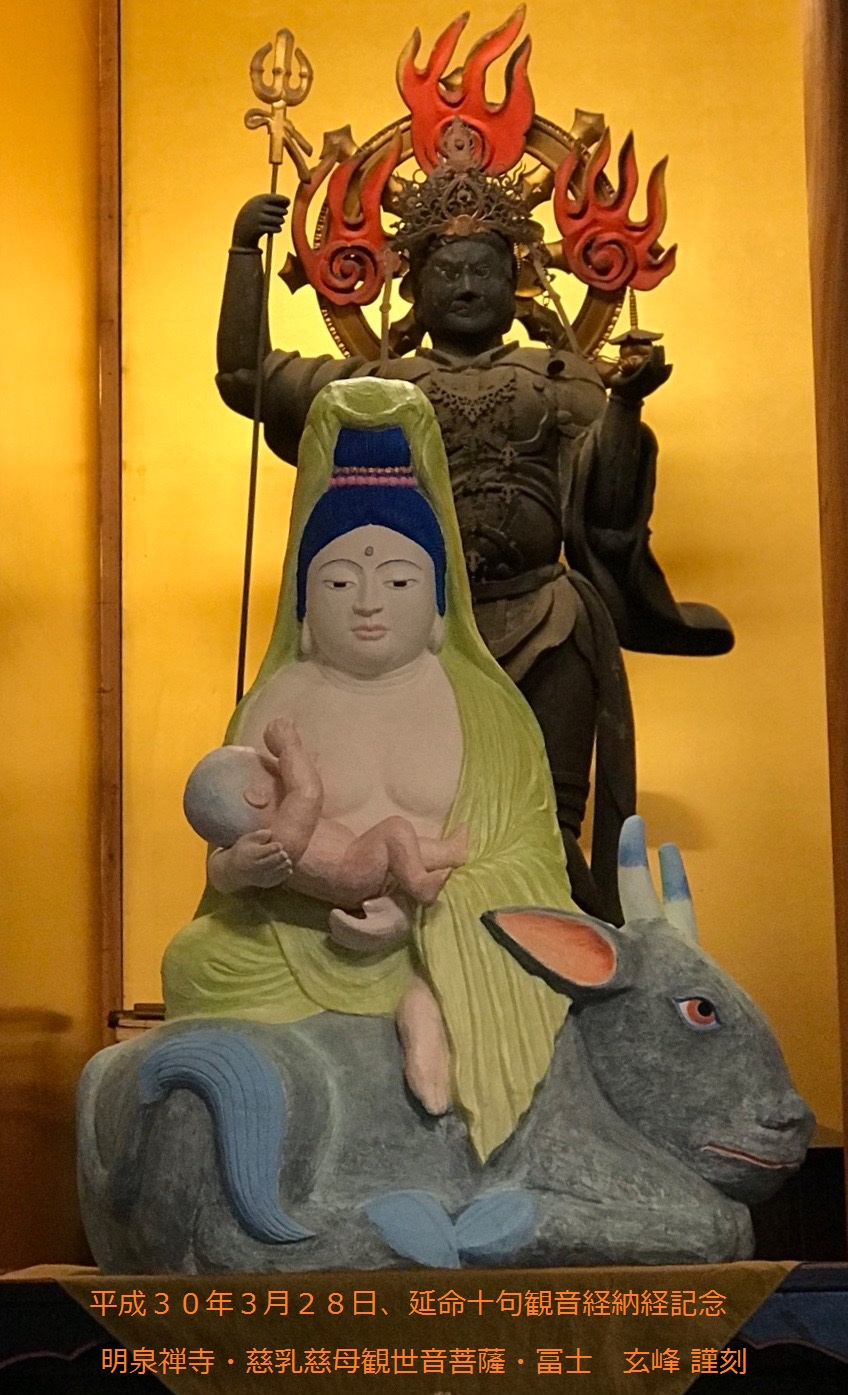

## 交通アクセス
- 阪神神戸高速線高速長田駅・神戸市営地下鉄西神・山手線長田駅より、神戸市バス4系統で「大日寺前」停留所下車、徒歩1分。